# Ткаченко Павло Дмитрович
Павло Дмитрович Ткаченко (справжнє ім'я — Яків Якович Антипов; 7 квітня 1901, станція Новосавицька Херсонської губернії — 5 вересня 1926, Кишинів) — активний діяч підпільного робітничого руху в Бессарабії у складі Румунії. Один із керівників комуністичних організацій Бессарабії та Румунії. Партійні прізвиська: Петря, Басарабяну, Хаїм, Іван, Безп'ятий, Янкель, Стефан, Єгозін, Влад, Гайда.

## Життєпис
Павло Ткаченко народився 7 квітня 1901 року на станції Новосавицькій Херсонської губернії (нині Слободзейський район Придністров'я) у родині залізничного службовця Якова Антипова. Мати — Смарагда Димитріївна Антипова, грецько-сербського походження з міста Рені. Революційну діяльність розпочав 1915 року в Бендерах, де жив із батьками з однорічного віку. Від 1916 року навчався в університеті в Петрограді, де також брав участь у революційному русі. Ще в серпні 1917 року вступив до Червоної гвардії. Від 1918 року — член РКП(б). У жовтні 1919 року був обраний членом Бессарабського підпільного обкому РКП(б), а 1920 року — його секретарем. З ініціативи Ткаченка та під його керівництвом у Кишиневі створено підпільні друкарні. Був редактором газет «Бессарабський комуніст» та «Болшевикул басарабян». Брав участь у створенні комсомольської організації та революційних профспілок Бессарабії, в організації багатьох робітничих політичних виступів проти румунського режиму.
Разом із Самуїлом Бубновським був звинуваченим у ході «Процесу 270-ти». Проти процесу у світовій пресі піднялася хвиля протесту. Видатний діяч румунського робітничого руху Александру Доброджану-Геря писав у газеті «Сочіалізмул» про неспроможність звинувачень, пред'явлених Павлу Ткаченку та Самуїлу Бубновському: «…Сьогодні можна вже говорити про закінчення жахливого процесу, зліпленого з десятків справ завдяки насильству над будь-якими правовими нормами та розумом, — процесу, який ні на хвилину не припиняв бути жахливим…». Румунській владі під тиском громадськості довелося звільнити більшість обвинувачених, проте Бубновського й Ткаченка було засуджено, але через деякий час їм удалося втекти з-під варти. Ткаченка заочно засуджено до страти.
У березні 1921 року брав участь у підготовці та проведенні Ясської конференції більшовицької організації Бессарабії, комуністичних груп «Старого королівства», Трансильванії, Добруджі, Буковини та Банату, на якій його обрано членом тимчасового ЦК Комуністичної партії Румунії.
На початку 1924 року разом із Григорієм Котовським та іншими комуністами підписав лист-клопотання від імені народних мас у ЦК РКП(б) про створення МАРСР. На третьому з'їзді КПР, що відбувся у серпні 1924 року у Відні, був обраний членом ЦК КПР. Після з'їзду повернувся до Румунії, де працював у Політбюро ЦК КПР.
15 серпня 1926 року Павла Ткаченка арештовано в Бухаресті, поддано жорстоким тортурам, потім перевезено до Кишинева й розстріляно в районі Вістернічен.

## Пам'ять
1958 року ім'ям Ткаченка названо колишню вулицю Свічну в Кишиневі та кінотеатр. На перетині вулиці Ткаченка з проспектом Леніна (нині бульвар Штефана чел Маре) перед готелем «Інтурист» на честь заснованої Ткаченком підпільної більшовицької друкарні встановлено меморіальний знак із його барельєфним портретом. Після розпаду СРСР вулицю Ткаченка перейменовано на вулицю Чуфля. Іменем Ткаченка названо вулицю в Луганську.
Ім'я Павла Ткаченка носить одна з центральних вулиць та Палац культури у Бендерах.
9 квітня 1961 року в місті Бендери відкрито пам'ятник Павлу Ткаченку на честь 60-річчя від дня народження видатного діяча підпільного комуністичного руху Бессарабії та Румунії, активного учасника Бендерського збройного повстання. Пам'ятник споруджено на кошти, зібрані комсомольцями та молоддю міста Бендери та прилеглих районів. До 1972 року розміщувався на привокзальній площі, потім його перенесено на площу перед Палацом культури імені Павла Ткаченка.
- Скульптори: Н. М. Епельбаум, Б. П. Епельбаум-Марченко.
- Архітектор: С. М. Шойхет.

За скульптурний портрет П. Д. Ткаченка Й. Д. Кітмана відзнасено Премією комсомолу Молдови імені Бориса Главана за 1968 рік.
У Тирасполі встановлено погруддя відомого борця проти окупації Бессарабії.